# Amata humeralis
Amata humeralis  là một loài bướm đêm thuộc phân họ Arctiinae, họ Erebidae.